# Радујешти (Васлуј)
Радујешти (рум. Răduiești) насеље је у Румунији у округу Васлуј у општини Делешти. Oпштина се налази на надморској висини од 115 m.

## Становништво
Према подацима из 2002. године у насељу је живело 230 становника, од којих су сви румунске националности.